# Ruiseñada
Ruiseñada es una localidad del municipio de Comillas (Cantabria, España). En el año 2021 contaba con una población de 176 habitantes (INE). La localidad está ubicada a 38 metros de altitud sobre el nivel del mar y a 3 kilómetros de la capital municipal. De esta localidad destacan:
- Cueva de "La Meaza", declarada Bien de Interés Cultural, con la categoría de zona arqueológica, en el año 1997. Por Decreto 145/2004, de 30 de diciembre, se delimitó el entorno de protección.
- Iglesia de San Adrián, Bien Inventariado.
- Casona de los Bracho o de los Arcos.

En esta localidad nació Tomás Antonio Sánchez, filólogo y escritor del siglo XVIII.